# Unter Linken
Unter Linken. Von einem, der aus Versehen konservativ wurde ist ein vom damaligen Spiegel-Journalisten Jan Fleischhauer 2009 im deutschen Rowohlt Verlag veröffentlichtes autobiografisches Sachbuch. Ein Jahr später erschien beim Spiegel TV Magazin der Dokumentarfilm Unter Linken – der Film.

## Inhalt
Fleischhauer beschreibt zunächst sein sozialdemokratisches Elternhaus in einem wohlhabenden Hamburger Viertel und dessen Generation. Er skizziert dabei einen Autoritätenwechsel in der Bundesrepublik Deutschland nach der 68er-Bewegung von einer christlich-konservativen hin zu einer linken Prägung der Gesellschaft. Es stellt das Bildungssystem, die Medien (zum Beispiel die Zeitungen taz und Die Zeit) und die Sozialarbeit als Bereiche vor, in denen die Linke in den letzten Jahren die Oberhand gewonnen habe. Er berichtet über das politisch linke Milieu, in dem er aufwuchs. Ferner erzählt Fleischhauer von der Abneigung seiner Eltern gegenüber dem aus den USA kommenden Fast Food, der ständigen Erinnerung an die Befreiung vom Nationalsozialismus durch die Alliierten, den abonnierten politischen Zeitschriften wie Emma und der Vorliebe der Linken für Kitsch. Das Buch spricht eine angemaßte „Opferrolle“ der Linken an. Der Titel proklamiert Fleischhauers Loslösung aus dem linken Milieu und seine Positionierung in einem konservativen politischen Spektrum.

## Rezeption
In einer FAZ-Rezension beklagt Julia Encke Fleischhauers Vorstellung von Humor sowie seine Stilisierung zum „Opfer jener linken Sozialisation, die ihn zu dem machte […], was er heute nicht mehr sein will.“ Der Tagesspiegel sieht die Ablösung von Fleischhauers Mutter als zentrales Thema des Buchs, das selbst eher langweilig bleibe. Auch für Hartmut Kühne in der Süddeutschen Zeitung habe Fleischhauer vor allem ein Buch über seine Mutter und ihre Generation geschrieben, die Entwicklungen seit dieser Zeit aber nicht zur Kenntnis genommen. Fleischhauer verharre in der Vergangenheit, entsprechend altbacken schmecke die Lektüre, seine Argumentation bleibe in vielen Punkten schwach. Alle drei Rezensionen kritisieren, dass Fleischhauer sein Thema, die „Linken“, nicht definiere.
Fleischhauers Positionswechsel wurde unter anderem als opportunistisch verurteilt wie auch mit der Polemik Vorsicht, gute Menschen von links und den vielfältigen Wandlungen Rudolf Krämer-Badonis verglichen. Was Fleischhauer als links etikettiert, ist Eva Menasse zufolge oft selbst konservativ und bildungsbürgerlich geprägt. Die Frage, ob sich Fleischhauer damit eher staatsfern oder staatsnah geriert, war bei Rezensenten umstritten. Das Buch gilt als vergleichsweise unterhaltsame, eher angelsächsisch als "treudeutsch" geprägte Lektüre, was manche auch als seicht und etwas langweilig empfinden. Die in dem Zusammenhang mit dem Buch konstatierte Wiederentdeckung des Konservativen wird gelegentlich angezweifelt. Was als Tabubruch daherkomme, sei längst intellektueller Mainstream.
Das Buch stand im Jahr 2009 mehrere Monate unter den Top 10 der Spiegel-Bestsellerliste für Sachbücher. 2010 wurde Jan Fleischhauer für sein Buch mit dem Karl-Hermann-Flach-Preis der Karl-Hermann-Flach-Stiftung geehrt. Fleischhauer hatte ab 2011 eine erfolgreiche Kolumne mit dem Titel Der Schwarze Kanal, zunächst beim Spiegel, ab 2019 beim Focus.

## Ausgabe
- Jan Fleischhauer: Unter Linken: Von einem, der aus Versehen konservativ wurde. Rowohlt, Reinbek bei Hamburg 2009, ISBN 978-3-498-02125-2.
  - gekürzte Hörbuchfassung: Unter Linken, von einem, der aus Versehen konservativ wurde, 3 CDs, gelesen vom Autor, Rowohlt/Universal, 2010, ISBN 9783829123891